# Ivone Soares

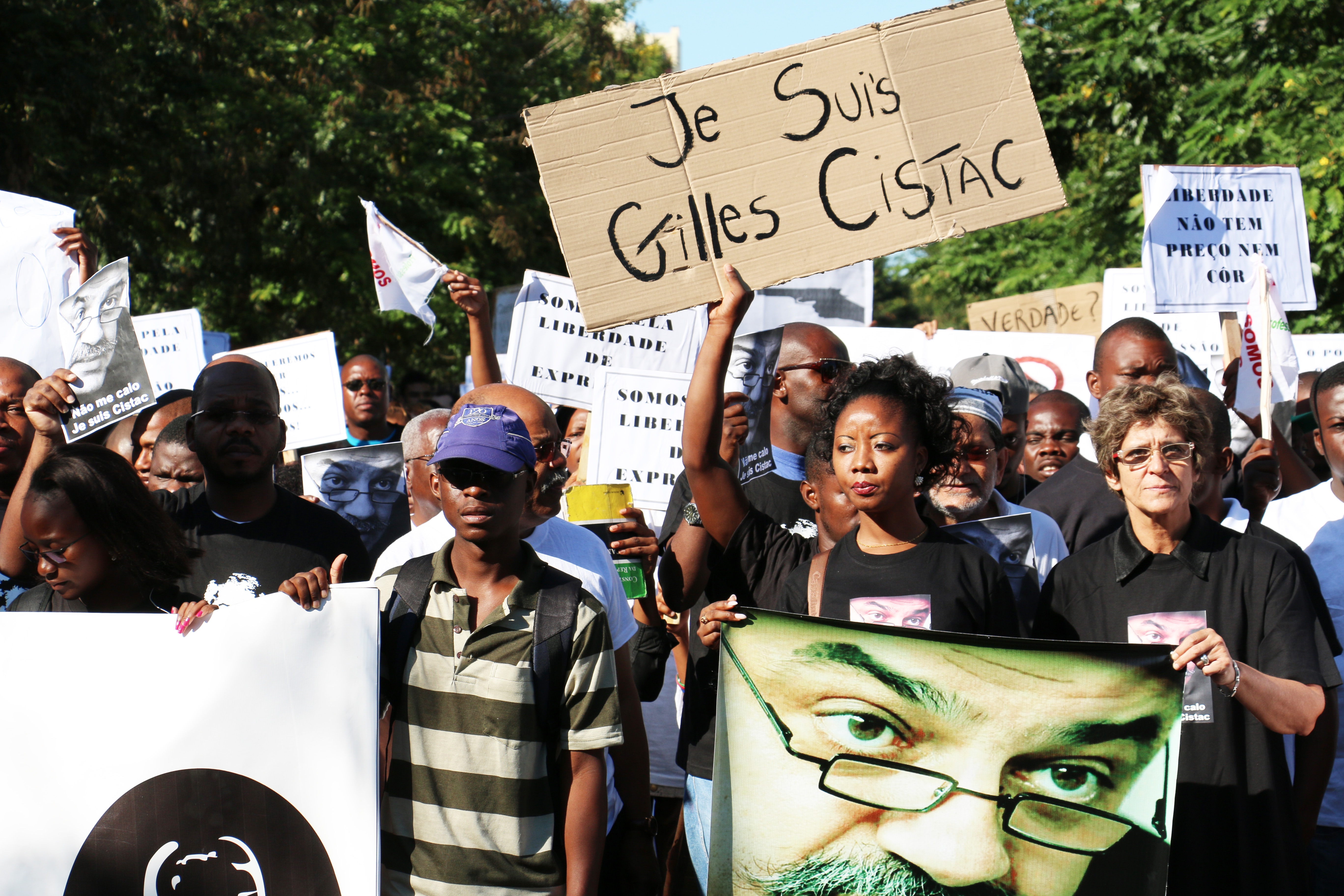
Gedenkmarsch zu Ehren von Gilles Cistac in Maputo am 7. März 2015, in vorderer Reihe Ivone Soares

Maria Ivone Bernardo Rensamo Soares, meist nur Ivone Soares, (* 23. Oktober 1979) ist eine mosambikanische Politikerin (RENAMO) und Journalistin. Seit 2015 ist sie Vorsitzende der RENAMO-Fraktion im nationalen Parlament Mosambiks.

## Leben
Ivone Soares wurde 1979 geboren und ist in Maputo aufgewachsen. Sie ist die Nichte des RENAMO-Vorsitzenden Afonso Dhlakama.
Soares studierte von 2008 bis 2011 Kommunikationswissenschaften (Bachelor) sowie 2010/11 Verwaltungswissenschaften (Master) an der Maputoer Universidade Politécnica. Soares arbeitete als Journalistin und Kolumnistin, u. a. für verschiedene Radiosender (Terra Verde) und Zeitungen (Tempo, Savana etc.). Soares betreibt und schreibt für verschiedene Blogs, in denen sie unregelmäßig politische Ansichten, aber auch Gedichte veröffentlicht.

### Politische Laufbahn
Soares trat 1993/94, im Zuge der Demokratisierung Mosambiks, der bis dahin als Rebellenorganisation formierten RENAMO bei, die sich im Zuge des Friedensprozess zu einer Partei wandelte. Zwischen 2007 und 2012 war sie Leiterin der Arbeitsgruppe „Außenpolitik“ ihrer Partei. Im Juli 2009 wurde Soares in die Comissão Política (vergleichbar mit einem Präsidium oder politischen Vorstand) der RENAMO berufen. Für die Parlamentswahlen 2009 hatten sie die Aufgaben als Wahlkampfsprecherin der RENAMO. Gleichzeitig kandidierte sie auch für ein Abgeordnetenmandat und gewann dieses über die Provinz Zambézia.
Im Zuge der politische Krise und des neu aufflammenden Konflikts zwischen FRELIMO und RENAMO seit 2013 hatte der RENAMO-Vorsitzende Afonso Dhlakama Maputo verlassen und die alte Basis in Gorongosa bezogen. Aufgrund dessen erlangten Soares in der Außenkommunikation eine Schlüsselposition. Unter anderem gelang es Soares fünf Botschafter (USA, Portugal, Italien, Vereinigtes Königreich und Botswana) zu politischen Gesprächen mit Dhlakama in Sadjundjira (Provinz Sofala) zu überzeugen, wenige Wochen später unterschrieb Dhlakama das Zweite Allgemeine Friedensabkommen.
Auch im Parlaments- und Präsidentschaftswahlkampf 2014 trat Soares verstärkt auf, sie kandidierte erneut in Zambézia für ein Abgeordnetenmandat, das sie erneut gewann. Nach den zweimonatigen Boykott der Vereidigung des Parlaments seitens der RENAMO, konnte das Parlament und damit Soares und ihre Abgeordnetenarbeit erst im Februar 2015 aufnehmen. Die RENAMO-Abgeordneten wählten sie zur Vorsitzenden der Fraktion. Mit der neuen Legislatur ist sie zudem im Hauptausschuss des Parlaments (Comissão Permanente) vertreten. Außerdem ist sie Leiterin der nationalen Abgeordnetengruppe für das Panafrikanische Parlament.
Im September 2016 überlebte Soares einen (versuchten) Anschlag auf sie am Flughafen von Quelimane. Soares hatte vor die Justizvollzugsanstalt in der Stadt zu besuchen. Die Hintergründe der Tat sind nicht bekannt. Der Polizeichef der Provinz Zambezia riet Soares die Stadt zu verlassen, da die Polizei nicht für ihre Sicherheit garantieren könne.

### Außenwirkung
Ivone Soares gehört zu einer jungen, aufstrebenden Generation innerhalb der RENAMO. Sie wird gelegentlich als „Star“ der RENAMO bezeichnet, es werden ihr Ambitionen auf den Parteivorsitz nachgesagt.
2014 und 2015 wählte die Zeitschrift The Africa Report Soares als einzige Mosambikanerin zu den 50 „Rising Stars“ Afrikas.

### Privat
Ivone Soares ist mit einem ehemaligen italienischen Abgeordneten verheiratet.